# Aleth
Pour les articles homonymes, voir Alet.
 (août 2011).
Si vous disposez d'ouvrages ou d'articles de référence ou si vous connaissez des sites web de qualité traitant du thème abordé ici, merci de compléter l'article en donnant les références utiles à sa vérifiabilité et en les liant à la section « Notes et références ».
Ne pas confondre avec Alet-les-Bains, ni avec le diosèse auquel le nom est associé.
En Armorique, Aleth ou cité d'Aleth (également écrit Alet, et Aled en breton) fut un temps la capitale du peuple celte des Coriosolites (hormis la période où la capitale fut Corseul), puis devint une place forte gallo-romaine, une ville au Moyen Âge et enfin une forteresse dans les siècles suivants.

## Géographie
Aleth est située sur la côte nord de la Bretagne (la côte d'Émeraude) au débouché de la Rance. Elle se trouve sur un promontoire occupé aujourd'hui par Saint-Servan, ancienne commune et désormais quartier de la commune de Saint-Malo depuis 1967.

## Toponymie
L'archéologie et la topographie du site (promontoire rocheux culminant à 30 m) confirment les renseignements fournis par la toponymie : Alet tire son nom du toponyme gaulois Al-etum, dont le radical al-, réduction de la base cal-, désigne tout ce qui est rocaille, hauteur rocheuse. « En bref, le nom d'Alet “la rocheuse” appartient à notre vieux patrimoine linguistique, dans une région riche en toponymes protohistoriques » selon les chercheurs Loïc Langouet et Guy Souillet.

## Histoire

### Période celtique
Les Coriosolites, une des tribus celtes d'Armorique, occupent le site d'Aleth dès 80 av. J.-C. Le niveau de la mer à cette époque se situait à 8 mètres en dessous du niveau actuel.  [réf. souhaitée]
Il s'agit d'un site d'importance, mêlant activités portuaires et production métallurgique.

### Période gallo-romaine

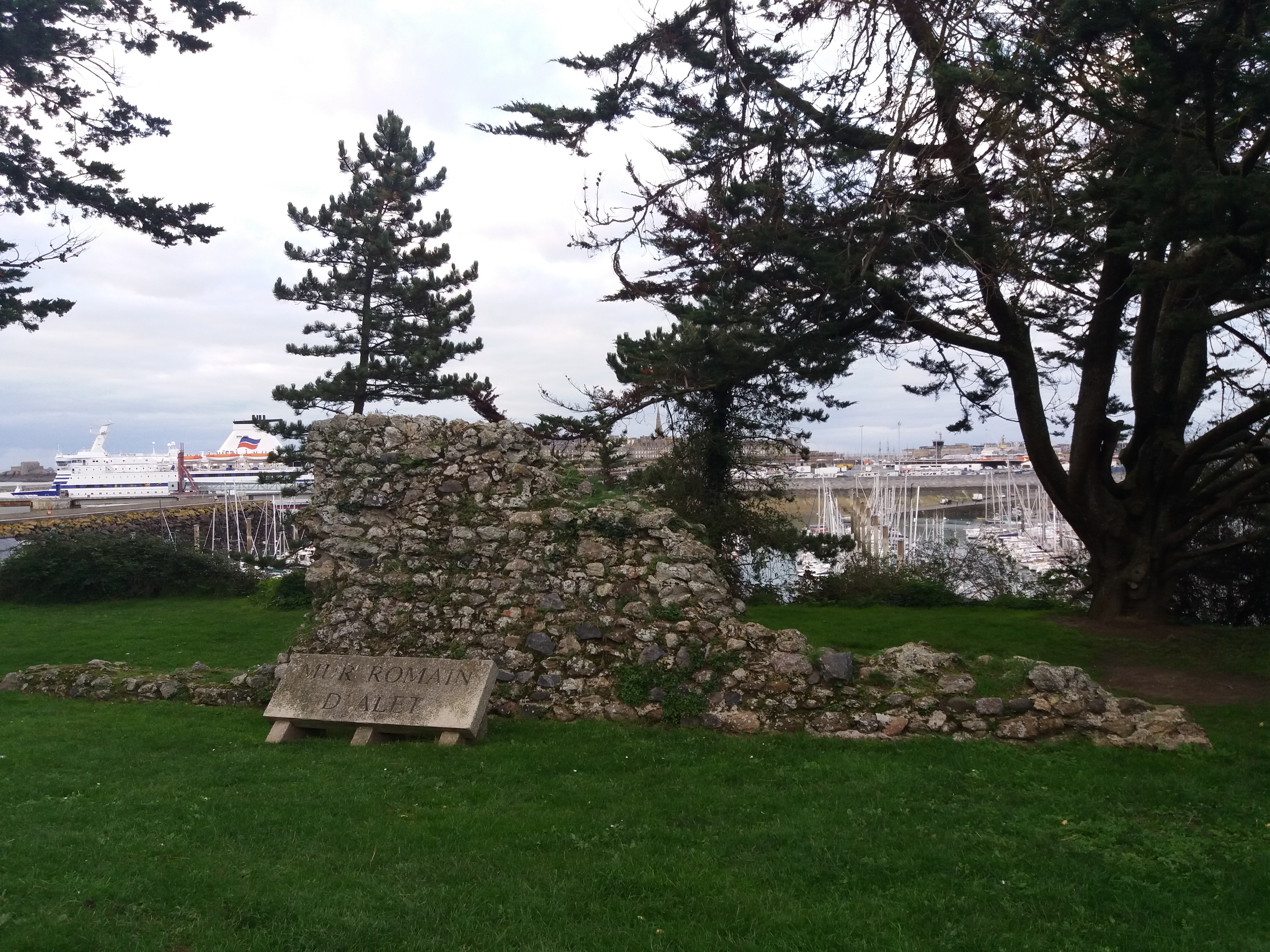
Muraille romaine d'Aleth.

Au début de notre ère, la ville est occupée par les Romains, qui l'incendient vers l'an 10, sous le règne de Tibère, peut-être en rapport avec des révoltes locales, et elle est alors abandonnée au profit de Corseul. Alet disparut pour devenir Reginca (nom qui désigne aussi la Rance). Les constructions en pierre font leur apparition.
Vers 270 ou 280, dans un contexte général d'insécurité, les autorités fortifient le promontoire d'Alet. Un rempart de 3 à 4 m de hauteur est construit en suivant le contour des falaises, sur une longueur de 1 400 m (on peut encore aujourd'hui en voir quelques portions). Le rempart est muni de tours carrées. Des fortifications romaines, il ne subsiste de nos jours qu'un pan de mur faisant face à la ville intra-muros de Saint-Malo et certaines des fondations de l'enceinte de la tour Solidor.
Au IVe siècle, vers 340, il est probable qu'Aleth devienne le nouveau chef-lieu de la civitas des Coriosolites. Le site est par sa configuration naturelle plus facilement défendable que Corseul. Vers 380, Aleth accueille la principia, ou quartier général, de la garnison des soldats Martenses chargés de la surveillance d'une portion du littoral dans le cadre du Tractus Armoricanus et Nervicanus.

### Moyen Âge

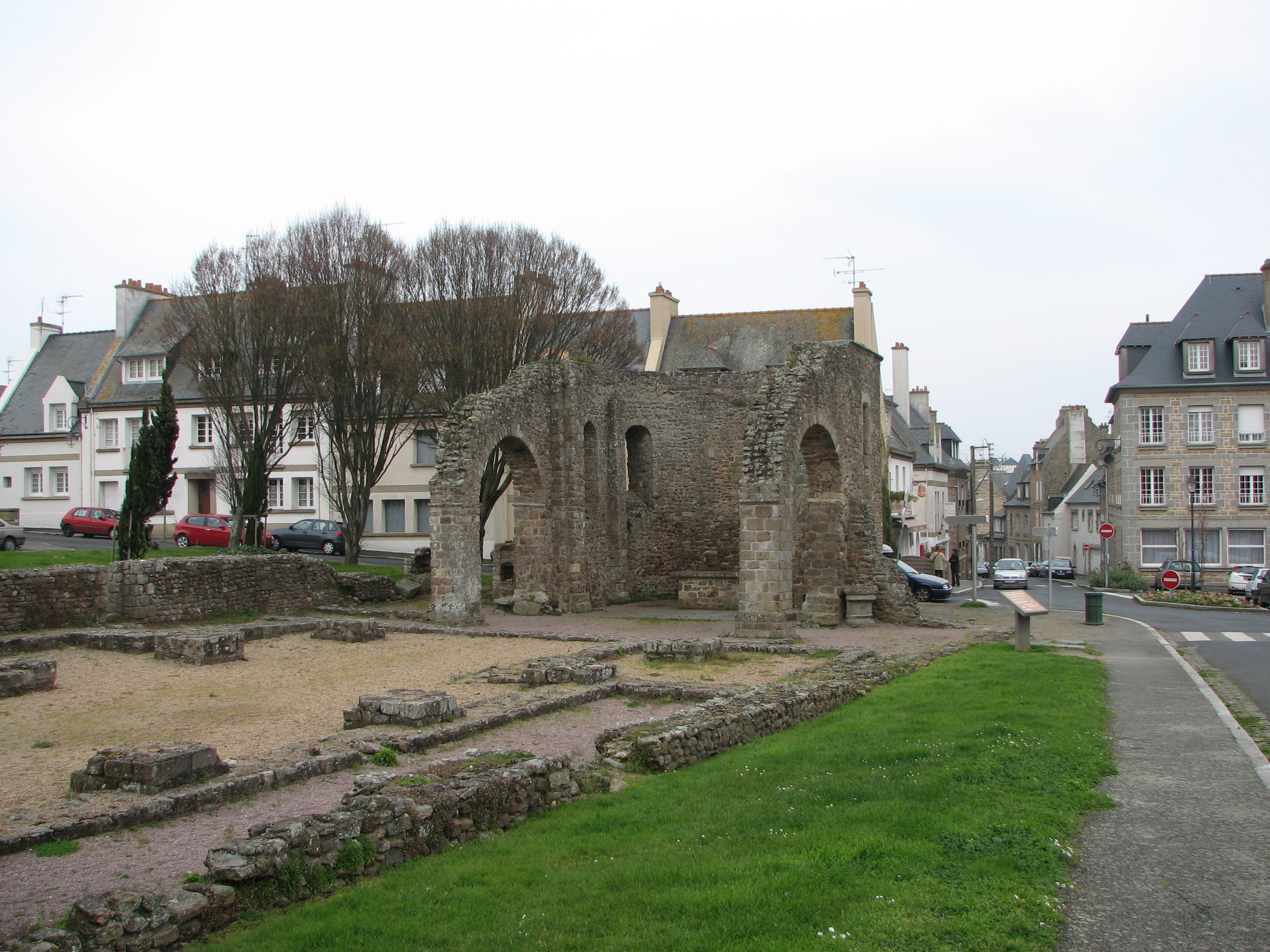
Ruines de la cathédrale Saint-Pierre

Au Ve siècle, les Romains abandonnèrent la cité. Elle redevint alors la capitale des Coriosolites mais elle allait décliner rapidement et ce n'est qu'en 575 que Tudunal entreprend son redressement[réf. souhaitée] et Alet deviendra la principale défense contre l'invasion des Francs dans la région.
Elle fut détruite au Ve siècle par les Alains puis par les Saxons[réf. souhaitée]. Vers 538, un clerc venant du Pays de Galles du nom de Maclou (ou Malo) débarqua sur l'île de Cézembre située en face de la cité, pour aller rejoindre l'ermite Aaron sur l'îlot rocheux d'en face nommé Kalnach, qui allait bientôt porter son nom et sur lequel la ville de Saint-Malo se développa. Lorsque Aaron mourut, Malo revint à Aleth et devint le premier évêque de la cité (en 590) qu'il releva de ses ruines. Entré en conflit avec les Aletins, Malo quitta la ville pour Saintes où il mourut un 15 novembre vers l'an 621. Ses reliques seront translatées à la cathédrale d'Alet en 672, avant d'être dispersées au Xe siècle lors des invasions normandes.
Le pagus Alethensis, situé à l'est de la Rance était un pagus, c'est-à-dire une subdivision administrative de la Domnonée.
Les Francs pilleront la cité au début du IXe siècle, incendiant habitations et église. Aleth et sa région semblent alors passer sous la domination de Rorgon Ier du Maine. La cité sera promue au rang d'évêché au IXe siècle et verra la construction d'une nouvelle église.
Aleth et sa région subiront plusieurs raids des Normands au cours du IXe siècle. Elle sera occupée, son église pillée et de nouveau détruite. Une basilique sera construite sur l'emplacement de l'ancienne. Ce sont les ruines de cette dernière que l'on peut apercevoir de nos jours, des fouilles entreprises en 1972 ayant mis au jour l'ensemble de ses fondations.
Pour se protéger de ces raids à répétition, beaucoup des habitants de la presqu'île d'Aleth s'étaient réfugiés sur le rocher de Saint-Malo, situé en face et plus facile à défendre. Cet îlot n'abritait alors qu'une petite communauté monastique. Cette nouvelle ville supplantera progressivement la cité d'Alet et, au XIIe siècle, l'évêché y sera transféré par l'évêque Jean. Un changement de la topographie de l'estuaire de la Rance est aussi à l'origine du déclin d'Aleth. Une montée progressive des eaux de quelques mètres au cours des siècles réduisit considérablement les bancs d'échouage devant Solidor, bancs dont les bateaux se servaient pour décharger leurs marchandises alors que, dans le même temps, les vasières qui séparaient Aleth de l'îlot de Saint-Malo se retrouvaient immergées à marée haute, permettant la création d'un port pour la nouvelle cité malouine.
En 1255, la cité d'Aleth menée par Guillaume du Mottay, se révolta contre la domination croissante de la nouvelle ville et les taxes qu'elle exigeait. Mais ils furent vaincus par les Malouins, associés pour l'occasion aux troupes royales. Les murailles de la cité seront alors abattues et le château d'Oreigle, sur l'actuel site de la tour Solidor sera rasé. Symbole de la nouvelle domination malouine, la toiture de la cathédrale d'Aleth sera démontée.
La disparition de l'isthme de sable qui émergeait à marée basse entre Cézembre et Saint-Malo, probablement dû au violent tremblement de terre qui secoua la Bretagne et toute la côte continentale de la Manche jusqu'en Hollande en 1427, modifia aussi les accès aux deux cités, au profit de la cité malouine.

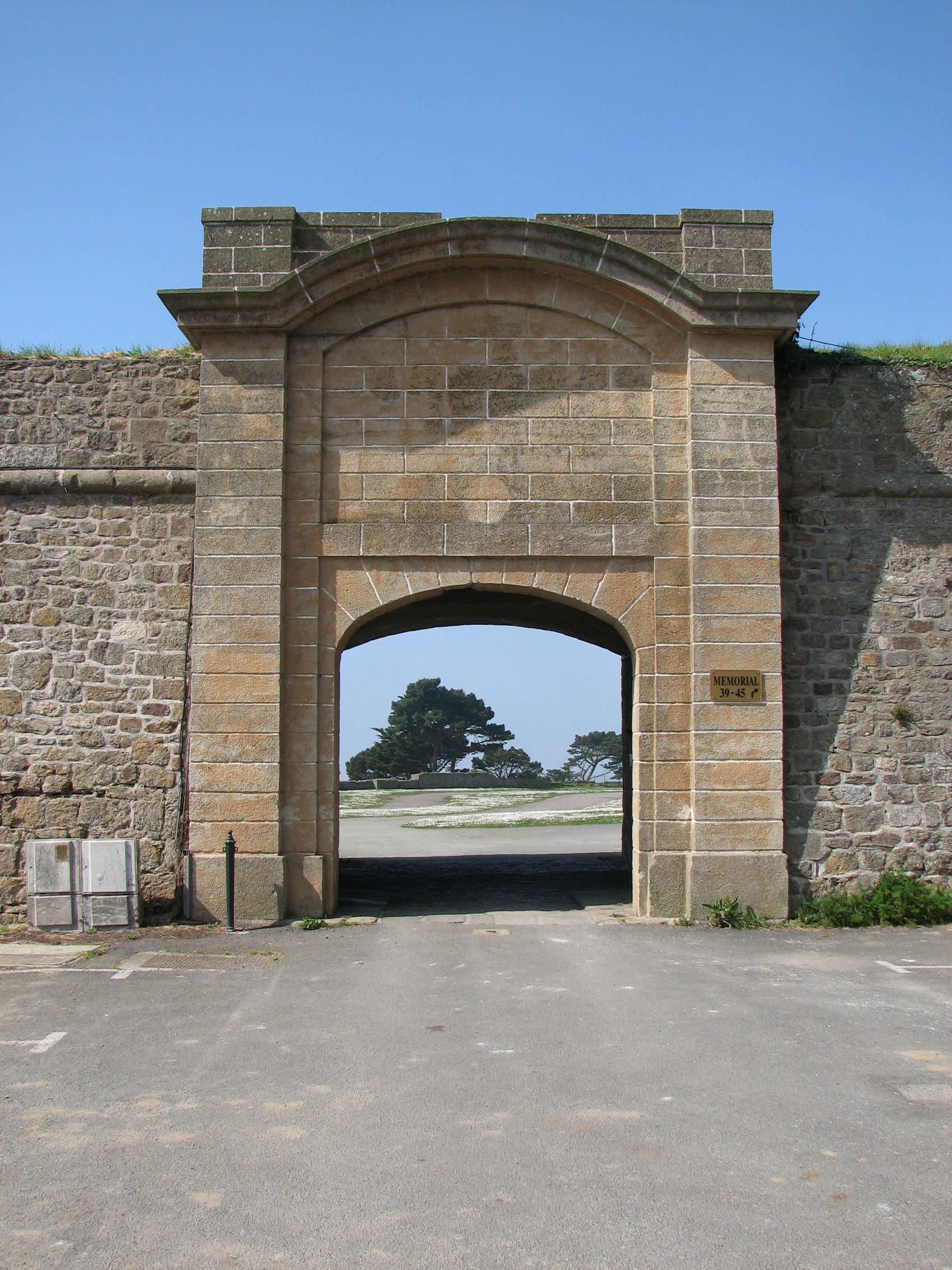
Porte de l'ancien fort

### La forteresse
À la fin du XVIIe siècle, l'endroit, désormais connu sous le nom de cité d'Aleth, est équipé de plusieurs batteries pour protéger l'entrée de la Rance. Vauban, alors inspecteur général des fortifications du roi, avertit les Malouins que le manque de fortifications sur cette hauteur fait courir un risque à la ville : « Fortifiez moi ces hauteurs hors-delà, quelques jours, vingt mortiers vous mettront en cendres ». Mais il faudra attendre plusieurs incursions anglaises pour qu'une réelle fortification de la cité d'Aleth soit faite. En 1759, l'ingénieur en chef de la cité malouine, le chevalier Charles Mazin, construit un grand fort d'artillerie capable de défendre Saint-Malo, son port, l'accès à la Rance et l'arrière-pays (l'actuel Saint-Servan). C'est ce fort qui est encore visible aujourd'hui.
À la fin du XIXe siècle, dans le cadre de la refonte complète de la défense de Saint-Malo, le fort va connaître d'importants travaux de modernisation avec l'implantation d'une batterie de 95 mm sur affût de côte dans la cour et d'une batterie de 47 TR en extérieur afin de défendre l'embouchure de la Rance.

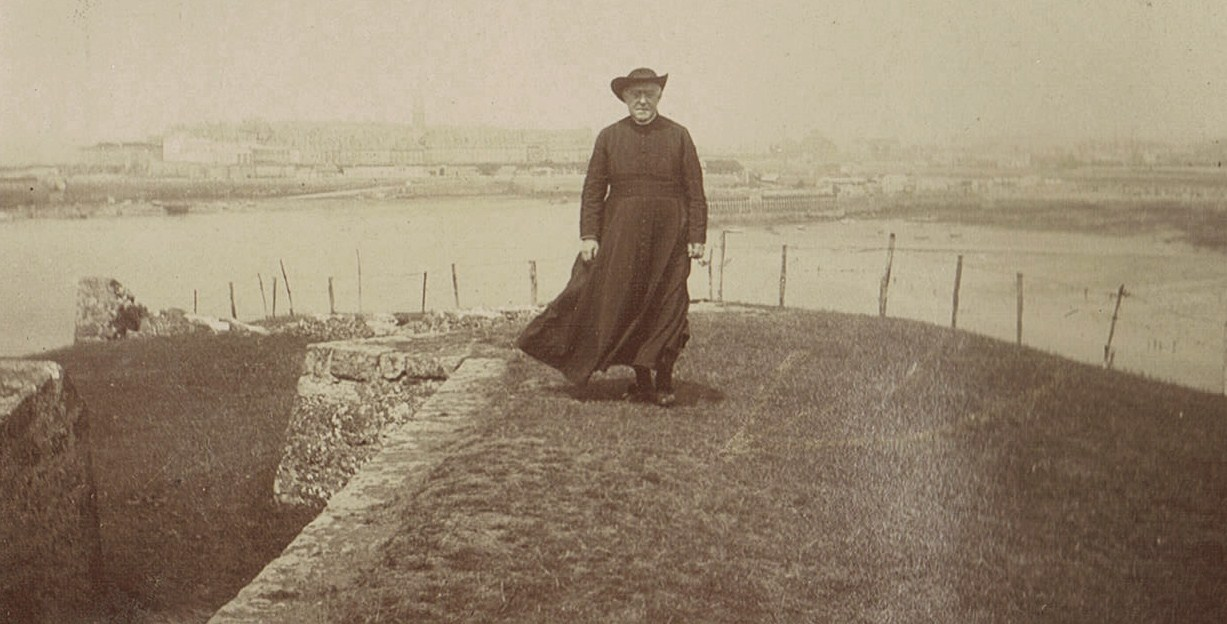
L'académicien et résidant servannais Louis Duchesne marchant sur le fort de la Cité d'Aleth, vers 1910

La fin des conflits avec l'Angleterre va amener l'abandon définitif de tout ce dispositif en 1914.

### Seconde Guerre mondiale

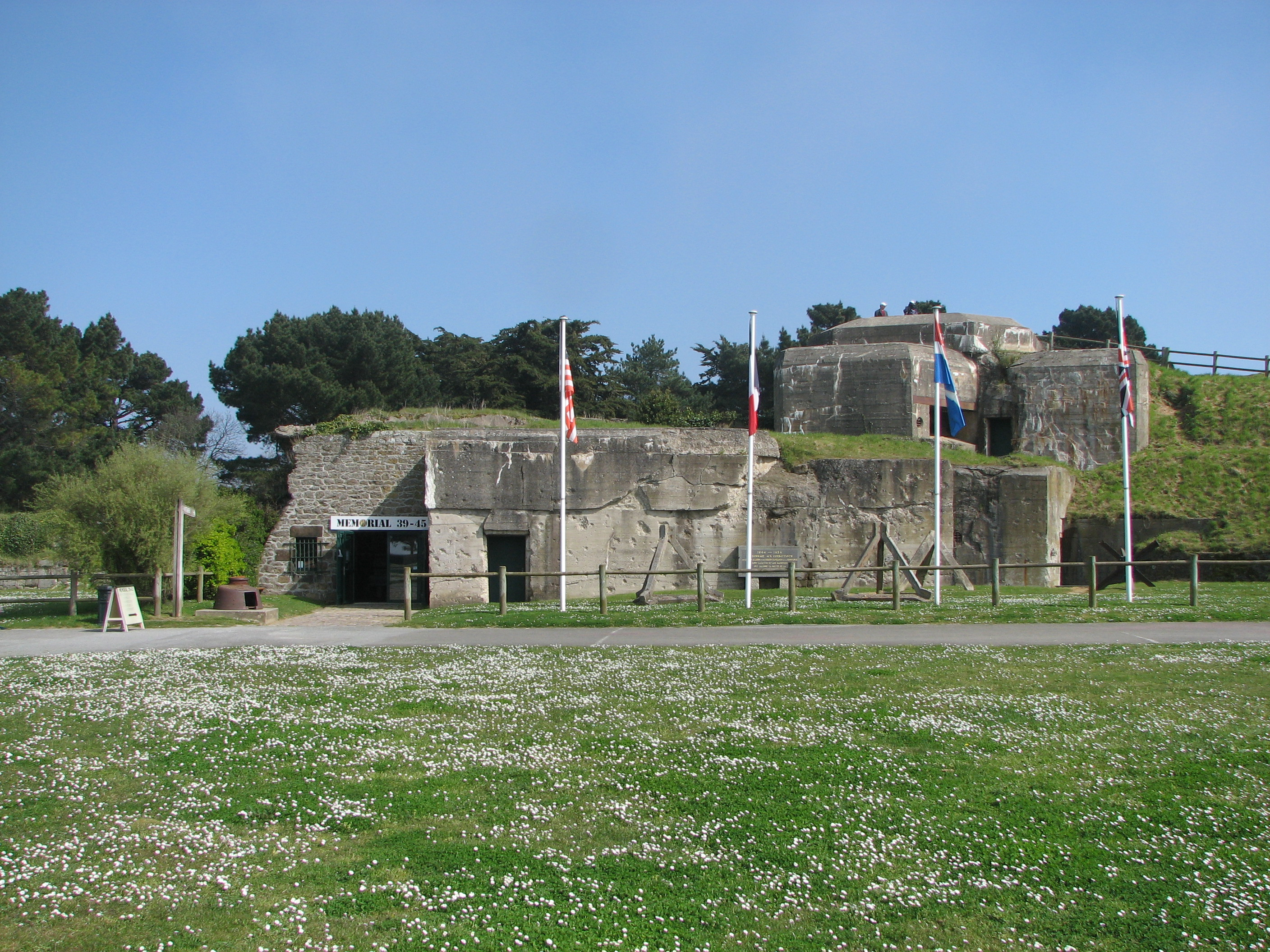
Le mémorial 39-45 dans le blockhaus anti-aérien à l'intérieur du fort

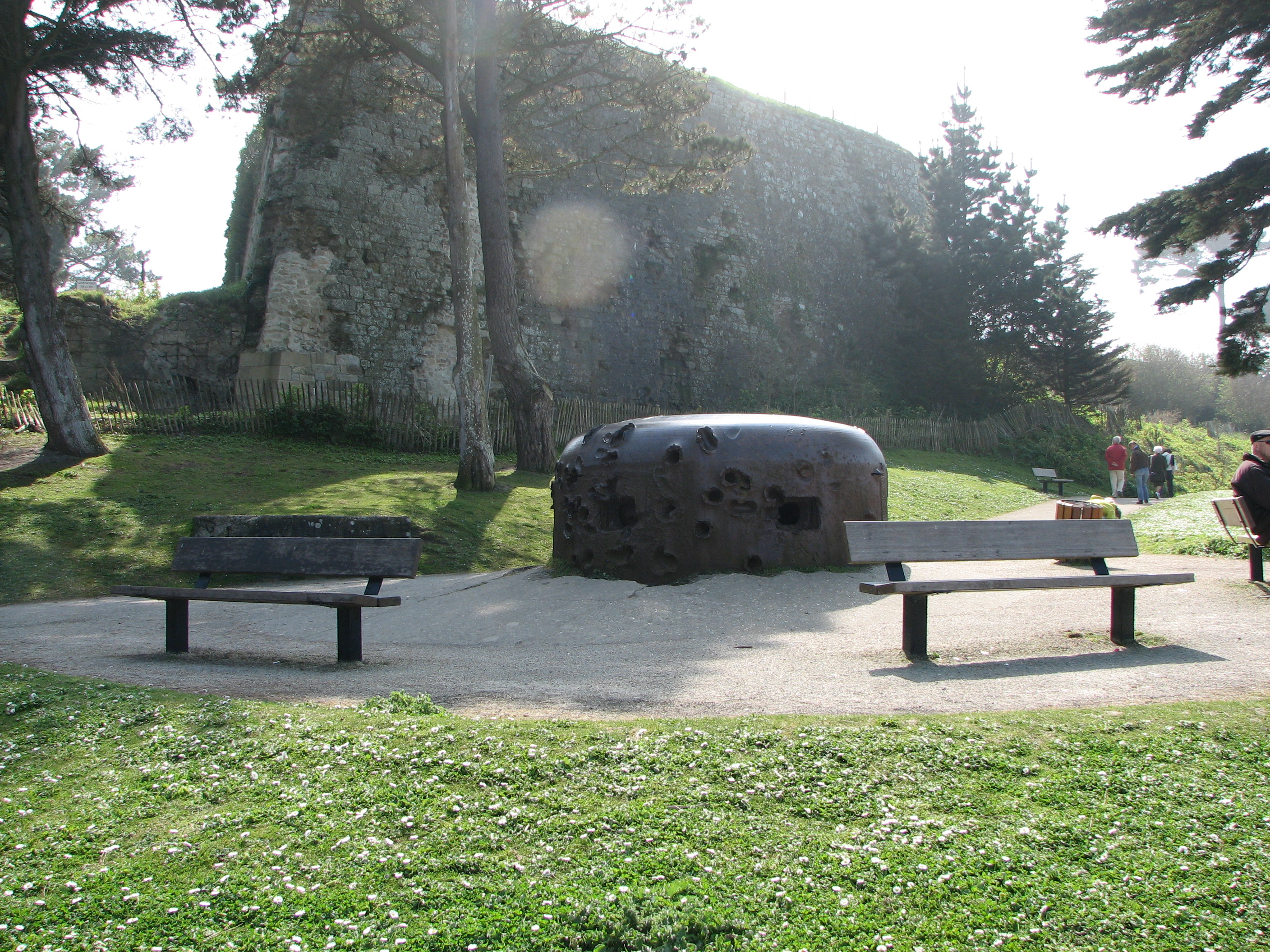
La promenade entourant la cité d'Aleth avec l'une des 8 cloches de tir allemandes, marquée de nombreux impacts de tir et en arrière-plan, le vestige de l'ancien mur gallo-romain

Pendant l'Occupation et pour sa position stratégique dans la défense de la zone, les Allemands fortifient de nouveau l'ancienne cité, truffant le sous-sol d'un réseau de galeries  reliées aux différents bunkers et tourelles pour mitrailleuses, disposés tout autour de la presqu'île. Le fort devient le centre de ce que les Allemands appelaient alors la Festung St-Malo (forteresse de Saint-Malo), un ensemble de fortifications tout autour de la ville, sur l'île de Cézembre, de la pointe de la Varde, Saint-Ideuc, la montagne Saint Joseph et différentes lignes de défenses dans le Clos-Poulet ou les autres îles alentour. De 1942 à 1944, sont ainsi construits ou installés dans l'ancien fort : une batterie d'artillerie à 4 canons (2 de 105 mm, 1 de 76,2 mm et 1 de 75 mm), des batteries anti-aériennes (3 canons de 40 mm Bofors), un poste de commandement de l'ensemble des fortifications de Saint-Malo, des casernements pour plus de 200 hommes et différents postes de protection (casemates et mitrailleuses, abri pour mortier, etc.), le tout relié par plus de 1 300 mètres de galeries souterraines menant aux 32 bunkers et aux 8 cloches blindées qui ceinturent le fort. C'est depuis cette base militaire que le colonel Andreas Von Aulock commande la forteresse de Saint-Malo.
À la suite du débarquement de Normandie en juin 1944, les Alliés pénètrent en Bretagne le 31 juillet. Le 4 août ils bloquent tous les accès à la zone de Saint-Malo. La 83e division d'infanterie américaine, renforcée par le 121e régiment d'infanterie (8e division d'infanterie) et des unités rattachées temporairement à la division, ont pour charge de libérer Saint-Malo et Dinard. Les américains estiment qu'une seule division peut venir à bout de Saint-Malo, dont le nombre de défenseurs a été sous-évalué par l'état major de la 3e armée US. La Bretagne n'ayant pas un intérêt suffisant pour Patton, une grande partie des unités américaines de la 3e armée de Patton a reçu ordre de faire mouvement vers l'est pour tenter de prendre à revers le gros des forces allemandes encore présentes en Normandie (voir poche de Falaise).
Aussi les Américains vont-ils faire largement appel au bombardement aérien et aux tirs d'artillerie pour venir à bout de la fortification. Ce n'est qu'après deux assauts d'infanterie, très meurtriers chez les Alliés, et plus de huit jours de pilonnage, que le colonel Andreas von Aulock accepte de capituler, le 17 août 1944.

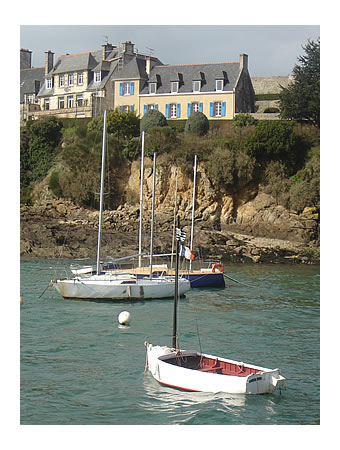
La maison aux volets bleus de l'académicien Louis Duchesne (1843-1922), donnant sur l'anse Solidor

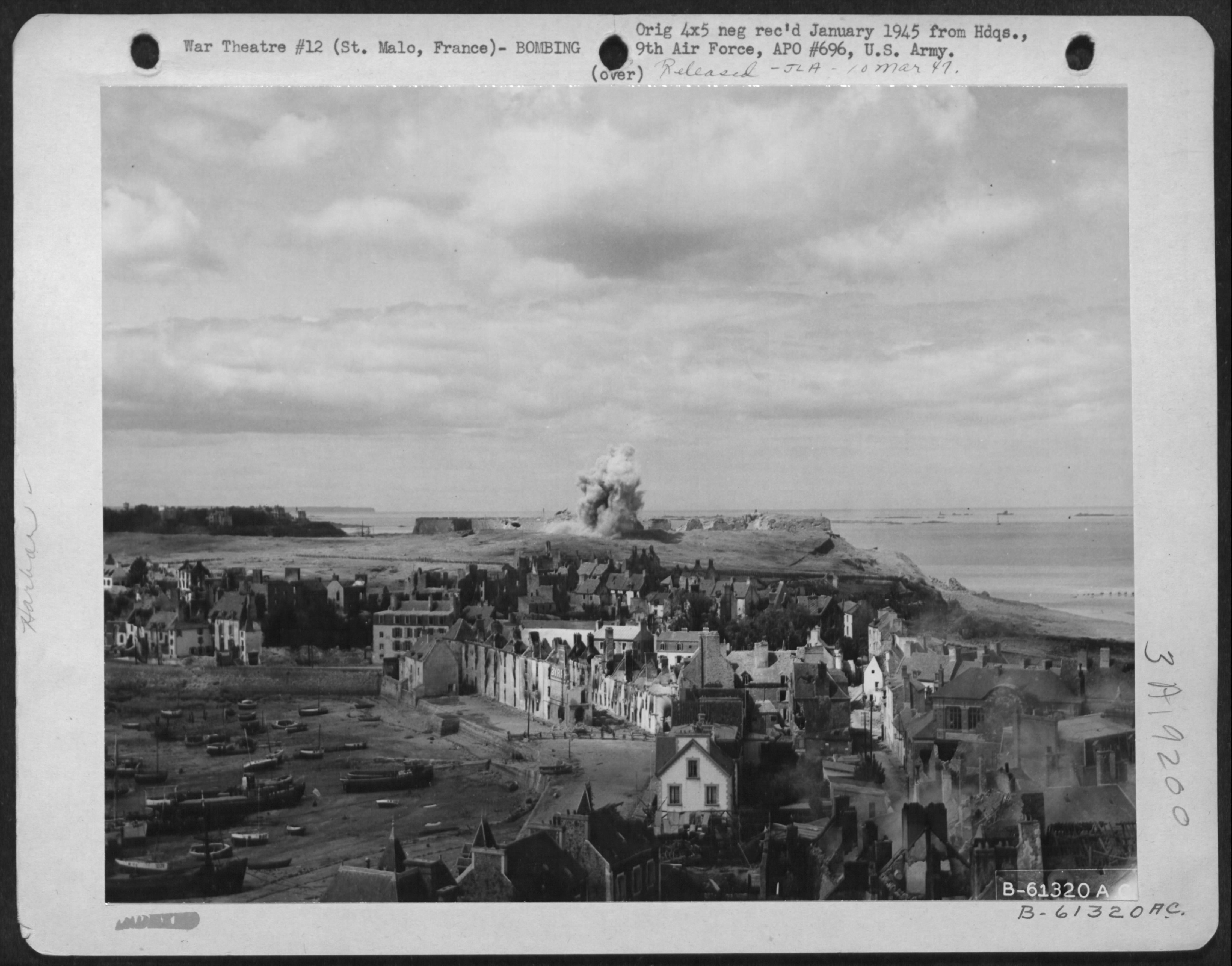
Bombardement de la cité d'Aleth en août 1944.

## Le site actuel
De nos jours, le site est devenu un lieu touristique. Un musée, le mémorial 39-45 implanté par la ville de Saint-Malo dans le blockhaus de la défense anti-aérienne, retrace la période de l'Occupation, des fortifications allemandes et de la libération de la ville. Une promenade faisant le tour de la cité et offrant un panorama sur la Tour Solidor, l'estuaire de la Rance, Dinard, le cap Fréhel, la vieille ville de Saint-Malo a été aménagé.
Dans les années 1960 des pins ont été plantés, rendant le site moins austère, et un camping d'été a été aménagé sur la partie sud de la presqu'île. À côté, au début des années 1970, des fouilles archéologiques ont dégagé l'ensemble des fondations de l'ancienne cathédrale Saint-Pierre d'Aleth.
L'historien et académicien breton Louis Duchesne résidait dans la cité d'Aleth, dans un ancien corps de garde du bastion construit par Vauban. Jusqu'en 1922, date de sa mort, il y séjournait chaque été, se reposant de sa charge de directeur de l'École française de Rome, se baignant en sportif accompli dans le petit havre Saint-Père. Premier président de la Société d'histoire et archéologie de Saint-Malo, il a notamment écrit sur l'origine de cette cité. Il avait pour proche voisine Suzy Solidor.
Après une remise en état, les souterrains du fort allemand ont été exploités sous la forme d'une champignonnière entre 1973 et 1980. Les chambres de culture y produisaient annuellement jusqu'à 10 tonnes de champignons, vendus sur les marchés locaux et en conserverie. Les 1 200 mètres de galeries sont également ouverts aux visites guidées durant l'été.